# Jazmín Stuart
María Jazmín Stuart (Buenos Aires, 14 de febrer de 1976) és una actriu i directora de cinema argentina.

## Carrera
Va començar la seva carrera televisiva en la sèrie juvenil Verano del '98 interpretant el paper de Paula i més tard el d'Amanda. Després va interpretar diversos papers televisius en les sèries Los buscas de siempre, 22, el loco, Kachorra i Son amores.
En 2003 va debutar en la pantalla gran protagonitzant la pel·lícula Ciudad del sol, després va continuar actuant en les pel·lícules Tremendo amanecer, Condon express i La Peli. L'any següent va protagonitzar l'unitari Historias de sexo de gente común, al costat de Carlos Santamaria, Juan Gil Navarro i Carolina Peleritti; Stuart va qualificar la seva participació en aquest programa com una «experiència única» en la seva carrera.
El 2005 va debutar en teatre com a protagonista i directora de l'obra La mujer que al amor no se asoma, que va durar tres anys consecutius.
El 2006 va protagonitzar el capítol 36: Paula, bailarina de la sèrie de televisió Mujeres Asesinas amb Víctor Laplace.
El 2008 va protagonitzar Los paranoicos amb Daniel Hendler; Stuart va considerar la seva participació en el film com «un abans i un després» en la seva carrera i va comentar: «vaig tenir la possibilitat de formar part d'una pel·lícula que amb el temps es va transformar en una de culte». Més tard va protagonitzar el film El hombre que corría tras el viento, amb Ismael Serrano. El 2011 va tornar a treballar amb Hendler a la pel·lícula Fase 7.
Va conduir el cicle Proyecto 48 i va realitzar participacions a les sèries de ficció El elegido i El hombre de tu vida. El 2013 va tornar a la televisió protagonitzant al costat de Juan Gil Navarro i Brenda Gandini la telenovel·laMi amor, mi amor, per telefe.
Va debuta com a directora de cinema amb Desmadre, el 2012, protagonitzada per Claudia Fontán i Florencia Otero. El 204 també va dirigir Pistas para volver a casa, que va formar part de la secció oficial a la XXII Mostra de Cinema Llatinoamericà de Catalunya.

## Filmografies

### Televisió
| Any       | Títol                              | Personatge                     | Canal           | Notes                 |
| --------- | ---------------------------------- | ------------------------------ | --------------- | --------------------- |
| 1998-1999 | Verano del 98                      | Paula Ibarra / Amanda Corbalan | Telefe          |                       |
| 2000-2001 | Los buscas de siempre              | Eugenia Giménez Álzaga         | Azul TV         |                       |
| 2001      | 22, el loco                        | Victoria Falcone               | El Trece        |                       |
| 2002      | Kachorra                           | Patricia Jaramillo             | Telefe          |                       |
| 2002      | Infieles                           | Maríela                        | Telefe          | Ep: El caso M         |
| 2003      | Son amores                         | Laura Sánchez                  | El Trece        |                       |
| 2004-2005 | Historias de sexo de gente común   | Carla Salday                   | Telefe          |                       |
| 2005      | Conflictos en red                  | Clara / Natalia                | Telefe          | Ep: Imborrable / Guió |
| 2006      | Mujeres asesinas 2                 | Paula                          | El Trece        | Ep: Paula, bailarina  |
| 2006      | Al límite                          | Marta                          | Telefe          | Ep: Jenizaro          |
| 2008      | La Bella Otero                     | Bella Otero                    | Cosmopolitan TV |                       |
| 2012      | El hombre de tu vida               | Carolina                       | Telefe          | Ep: 3 - Temporada 2   |
| 2012-2013 | Mi amor, mi amor                   | Valeria Vera                   | Telefe          |                       |
| 2014      | Las 13 esposas de Wilson Fernández | Bárbara                        | TV Pública      | Ep: Emilia            |
| 2016      | Nafta Súper                        | La Mishi / Gatubela            | Space           |                       |
| 2017      | En viaje                           | Clara                          | 360TV           | Ep: Des/pareja        |
| 2017      | Animadores                         | Constanza "Connie"             | TV Pública      |                       |
| 2019      | Tu parte del trato                 | Patricia Arriola               | El Trece        |                       |

### Sèries web
| Any  | Títol            | Personatge | Difusió  | Notes                             |
| ---- | ---------------- | ---------- | -------- | --------------------------------- |
| 2016 | Los últimos      | Sofía      | You tube |                                   |
| 2020 | Cartas a mi ex   | María      | UN3.TV   | Ep: Más fuerte de lo que creías   |
| 2021 | Punto de quiebre | Carla      | UN3.TV   | Ep: La entrevista / Ep: El futuro |

### Programes de TV
| Any       | Títol                       | Rol        | Canal      |
| --------- | --------------------------- | ---------- | ---------- |
| 2008      | Proyecto 48                 | Conductora | TNT        |
| 2017-2018 | Clásicos del cine argentino | Conductora | El Nueve   |
| 2020      | Informados de todo          | Panelista  | America TV |

## Cinema
| Any  | Pel·lícula                          | Personatge |
| ---- | ----------------------------------- | ---------- |
| 2003 | Ciudad del Sol                      | Manuela    |
| 2004 | Tremendo amanecer                   | Julia      |
| 2005 | Condón express                      | Teresa     |
| 2006 | La semilla (curtmetratge)           |            |
| 2007 | La peli                             | Belén      |
| 2008 | Los paranoicos                      | Sofía      |
| 2009 | El hombre que corría tras el viento | Carola     |
| 2010 | Fase 7                              | Pipi       |
| 2016 | Amateur                             | Isabel     |
| 2017 | Despechada (curtmetratge)           |            |
| 2018 | Recreo                              | Guadalupe  |
| 2019 | Las buenas intenciones              | Cecilia    |
| 2020 | Tóxico                              | Laura      |
| 2020 | La fiesta silenciosa                | Laura      |

## Teatre
| Any       | Obra                             | Director     |
| --------- | -------------------------------- | ------------ |
| 2005-2007 | La mujer que al amor no se asoma | Ella mateixa |

## Videoclips
| Any  | Artista/Banda   | Nom                   | Àlbum                       |
| ---- | --------------- | --------------------- | --------------------------- |
| 2006 | Dos Minutos     | «Aeropuerto»          | Un mundo de sensaciones     |
| 2013 | No Te Va Gustar | «Ese maldito momento» | El calor del pleno invierno |

## Premis
Va guanyar el premi a la millor actriu pel seu paper a Amateur a la XXIV Mostra de Cinema Llatinoamericà de Catalunya.